# Protosphaerion punctatum
Protosphaerion punctatum är en skalbaggsart som beskrevs av Martins 2005. Protosphaerion punctatum ingår i släktet Protosphaerion och familjen långhorningar. Inga underarter finns listade i Catalogue of Life.